# Mouzon (Palais)
Der Mouzon ist ein kleiner Fluss in Frankreich, der im Département Charente-Maritime in der Region Nouvelle-Aquitaine verläuft. Er entspringt an der Gemeindegrenze von Chevanceaux und Neuvicq, nahe zum benachbarten Département Charente, entwässert in einem schmalen Bogen von Südwest nach Südost und mündet nach rund 18 Kilometern im Gemeindegebiet von Montguyon als rechter Nebenfluss in den Palais.
In seinem Unterlauf quert der Mouzon die Bahnstrecke LGV Sud Europe Atlantique.

## Orte am Fluss
(Reihenfolge in Fließrichtung)
- Bois Morand, Gemeinde Chevanceaux
- Bêteau, Gemeinde Neuvicq
- Le Mouzon, Gemeinde Saint-Palais-de-Négrignac
- Neuvicq
- Le Faubourg, Gemeinde Saint-Martin-d’Ary
- Montguyon
- Fontbouillant, Gemeinde Montguyon